# Carlo Martini (pittore)
Carlo Martini (Crema, 25 febbraio 1908 – Miazzina, 15 luglio 1958) è stato un pittore italiano.
La sua pittura si inserì nella tradizione paesaggistica lombarda, con influenze da parte del movimento novecentista prima, in seguito dell'impressionismo inglese e del chiarismo lombardo.
Partecipò ad alcune fra le principali manifestazioni artistiche italiane del tempo: fu presente per quattro volte alla Biennale di Venezia (nel 1934, 1936, 1948 e 1950), espose al Premio Cremona (1940), al "contrapposto" Premio Bergamo (1941) e alla V Quadriennale di Roma (1949).
Alcune sue opere sono conservate presso collezioni pubbliche milanesi: la Galleria d'arte moderna, la Raccolta d'arte dell'Ospedale Maggiore e le Collezioni d'arte della Fondazione Cariplo, dell'Accademia di Brera e della Provincia.
Nato a Crema, si formò a Firenze e a Milano, dove si diplomò all'Accademia di Brera sotto la guida di Aldo Carpi. Dopo un lungo soggiorno inglese alla fine degli anni Trenta, il richiamo alle armi lo portò sul fronte in Francia e all'internamento in Svizzera. Con la fine delle ostilità tornò a vivere tra la città natale e Milano fino al 1957, quando insorse la malattia che lo condusse alla morte l'anno successivo, a soli cinquant'anni.

## Biografia[1]

### Gli Anni Trenta: la formazione e il soggiorno in Inghilterra
Nato a Crema da Pietro e Paola Tomalino, nipote dell'architetto e pittore Sigismondo Martini e penultimo di sette figli, iniziò gli studi nella città natale come disegnatore meccanico, in vista di un futuro impiego nell'officina meccanica di famiglia, iscrivendosi alla Scuola serale di disegno industriale a Crema e quindi frequentando il Corso di Decorazione murale a Milano. Successivamente frequentò la Scuola superiore d'arte applicata all'industria del Castello Sforzesco. Il servizio militare nel 1929 svolto a Firenze gli consentì di diplomarsi presso l'Istituto superiore d'arte di quella città. Queste credenziali gli consentirono l'iscrizione all'Accademia di Brera, conseguendo il diploma nel 1933 sotto la guida di Aldo Carpi.

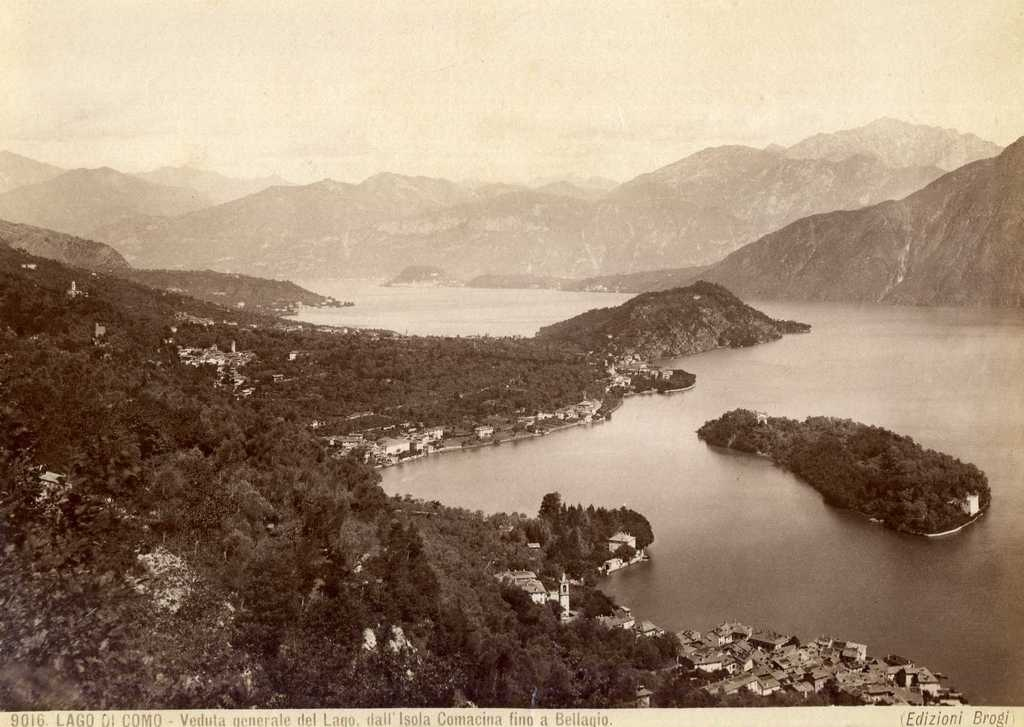
Il Lago di Como con l'Isola Comacina in una fotografia dei primi decenni del Novecento.

Durante gli anni Trenta ampliò l'attività artistica con esposizioni personali e collettive, e continui viaggi in Italia e all'estero, visitando nuovi luoghi e allargando le proprie conoscenze. Fra le mete preferite vi era l'Isola Comacina, nel Lago di Como, di proprietà pubblica e in uso all'Accademia di Brera, che la rese a partire dagli anni Venti luogo di soggiorno e di incontro per giovani pittori italiani e stranieri, soprattutto inglesi, attratti dalla bellezza dei luoghi.
Fu anche la conoscenza di questi pittori a porre le basi per un lungo soggiorno in Inghilterra fra il 1938 e il 1940. In un'epoca in cui Parigi era considerata il centro artistico europeo, la scelta di Londra non fu casuale: una forte attrazione per i paesaggi inglesi, ma soprattutto il desiderio di conoscere da vicino le opere dei maestri dell'impressionismo inglese, William Turner e John Constable su tutti, furono alla base della scelta di Martini, che da Londra e da Edimburgo si spingeva spesso nelle campagne circostanti per dipingere.

### La guerra e l'internamento
Il richiamo alle armi lo costrinse a ritornare in Italia nel 1940. Nel 1942 fu inviato come geniere sul fronte francese. Il suo reparto fu inizialmente di stanza a Villefranche-sur-Mer, in Costa Azzurra, e poi nelle regioni più interne, dove i molti disagi crearono a Martini problemi di salute che ne imposero il distaccamento a Crema, dove ultimò quei lavori che avrebbero dovuto essere esposti alla mostra nazionale «Pittori in arme» in allestimento a Roma.
Dopo l'armistizio dell'8 settembre, i soldati e gli ufficiali del suo reparto furono rinchiusi in una caserma di Monza per essere spediti in un campo di sterminio in Germania. Martini riuscì ad evadere e, pur infortunatosi nello scavalcare il muro di cinta della caserma, raggiunse a piedi la casa dell'amico Aldo Carpi a Mondonico, dove trovò ospitalità e abiti civili. Da lì si diresse a piedi per sentieri di campagna, per non essere scoperto, a Crema, dove riuscì ad organizzare l'espatrio nella neutrale Svizzera, che appariva l'unica soluzione percorribile.
Giunto in Svizzera Martini insieme a migliaia di altri profughi e sfollati italiani, venne internato nel Campo di internamento di Herzogenbuchsee, dove le dure condizioni di vita e i molti divieti, fra cui quello di dipingere, condizionarono la sua vita e la sua salute.
In seguito il divieto fu revocato e venne anche concesso il permesso di uscire dal Campo per dipingere. Martini ne approfittò recandosi sui monti circostanti con gli sci e con tavolozza, tele, colori e pennelli legati alla schiena a mo' di zaino. Durante una di queste uscite una caduta gli costò la frattura di una vertebra, il che, unitamente ai problemi di salute patiti in Francia, costituì probabilmente l'inizio di quel deperimento delle condizioni di salute che lo portò alla morte in età ancora relativamente giovane. Martini riuscì anche ad essere fra i promotori di una mostra d'arte che si tenne nel Campo di Herzogenbuchsee e a cui parteciparono alcuni artisti italiani internati, fra cui l'amico e concittadino Achille Barbaro.

### Il dopoguerra e gli anni Cinquanta
Nel dopoguerra Martini riprese l'attività artistica e professionale, divenendo nel 1950 assistente alla cattedra di Pittura di Aldo Carpi all'Accademia di Brera, e proseguendo nelle esposizioni e nei soggiorni in Italia (Burano, il Lago di Garda, la Liguria) e all'estero (Berna, Ginevra, Zurigo, Parigi, Bruxelles, Francoforte e Colonia in particolare), mentre a Crema divenne il punto di riferimento di Carlo Fayer e Gianetto Biondini.
Sul piano personale, il matrimonio e la nascita dei due figli segnarono la sua sensibilità artistica ed umana nei suoi ultimi anni di vita.
L'insorgere della malattia a partire dall'estate del 1957, preannunciata forse dai continui problemi di salute e dagli infortuni occorsi durante la guerra e la prigionia, lo costrinse ad abbandonare l'insegnamento e la produzione pittorica. Dopo circa un anno trascorso in un sanatorio di Miazzina, si spense il 15 luglio del 1958.

## Partecipazioni e premi

### I primi anni: i premi braidensi e le esposizioni sindacali
Durante gli studi a Brera Martini fu vincitore del premio Mazzola nel 1931, del premio Bozzi-Caimi nel 1932 e due volte del Premio Junck, nel 1932 e 1933.
Nel corso degli anni Trenta espose a diverse Mostre Sindacali. Partecipò alla IV edizione (1933) della Mostra Sindacale regionale presso il Palazzo della Permanente di Milano con due dipinti, fra cui un Ritratto d'uomo, di impostazione novecentista ma con alcuni tratti già chiaristi, per l'occasione acquistato dalla Provincia di Milano ed esposto nel 1988 alla mostra di una selezione di opere appartenenti alla propria collezione d'arte, tenuta a Palazzo Isimbardi, sede dell'Ente. Fu poi presente alla VI edizione (1935), con l'opera Il Serio a Crema, acquistata ancora una volta dalla Provincia di Milano.
Alle Mostre Sindacali nazionali Martini fu presente per la prima edizione, nel 1933.
Nel 1937 fu invitato a Berlino alla Mostra Nazionale d'arte contemporanea italiana, dove espose opere litografiche; nello stesso anno, in occasione della Mostra Sociale della Permanente, si aggiudicò il Premio Sallustio Fornara con il dipinto Portofino, in seguito acquistato dalla Galleria d'arte moderna di Milano. Due anni dopo, nel 1939, di ritorno dal soggiorno inglese, si aggiudicò a Brera il Premio Cassani con un Autoritratto giudicato non in linea con i dettami del concorso ma dal notevole impatto emotivo, e quindi acquisito dall'Accademia per la sua collezione permanente.

### Le Biennali veneziane del 1934 e 1936
L'evento maggiore a cui Martini partecipò nei primi anni di carriera fu la Biennale di Venezia, a cui fu ammesso nel 1934 e nel 1936 esponendo opere litografiche. Fra esse, Festa patriottica in provincia venne notata da Campbell Dodgson alla Biennale del 1936 e pubblicata quello stesso anno sul Fine prints of the year, recensita come «una rapida e sommaria istantanea, dal tratto impressionista, in cui gruppi di uomini [...] sono vivacemente ritratti, o meglio, evocati».

### «La mostra dei sette di Brera»
Nel dicembre del 1937 Martini partecipò alla «Mostra dei sette di Brera», una «sorta di rendez-vous di sette ex-studenti dell'Accademia», divenuta storica per essere stata l'ultima manifestazione tenuta alla Galleria Pesaro, essendosi Lino Pesaro, il proprietario, suicidato a causa delle persecuzioni anti-semite proprio l'ultimo giorno dell'esposizione. Presentato in catalogo da Carpi, Martini fu ben recensito da Carlo Carrà su L'Ambrosiano e da Leonardo Borgese sul Corriere della Sera («Più sensibile al colore che alla forma, annota con estro impressionistico, in toni chiari e leggeri, i paesaggi che dipinge in Liguria o nell'Isola Comacina»), oltre che dal Popolo d'Italia.
A conclusione della mostra, alla Provincia di Milano, in quegli anni attiva in una politica di acquisizioni per la propria collezione artistica, venne proposto dalla Galleria Pesaro l'acquisto di un'opera selezionata per ciascuno dei sette artisti partecipanti: nel gennaio del 1938 fu comunicato di aver «prescelto il Rognoni [non potendo] fare di più per ragioni di bilancio e anche perché siamo già in possesso, per acquisti precedenti, di quadri del Martini». Ciononostante, pochi mesi dopo la Provincia decise l'acquisto di altri due dipinti fra quelli esposti, fra cui Porto di Genova di Martini.

### Il Premio Bergamo e il Premio Cremona

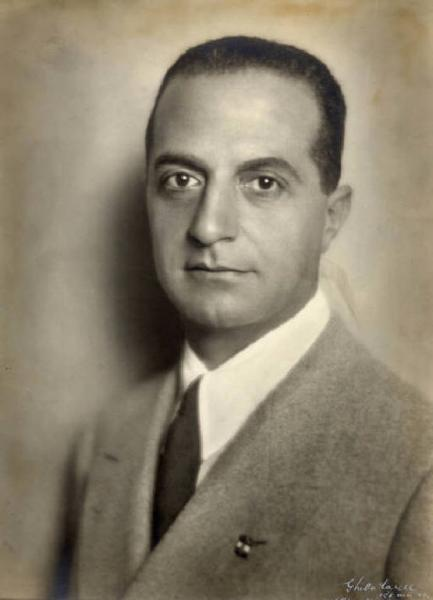
Giuseppe Bottai ritratto in una fotografia del 1937.

Tra la fine degli anni Trenta e l'inizio degli anni Quaranta si sviluppò la rivalità fra due manifestazioni pittoriche fasciste: il Premio Cremona, promosso da Roberto Farinacci, dall'impostazione e dalle tematiche propagandistiche, e il Premio Bergamo, promosso da Giuseppe Bottai, Ministro dell'educazione nazionale, che aveva fama di «fascista moderato», ovvero di uomo dalla grande cultura artistica e di sostenitore dell'idea che l'arte italiana dovesse essere sciolta dall'impegno di sostenere il potere e dovesse, al contrario di quanto affermato da Farinacci e dalla maggior parte degli esponenti del regime, guardare all'arte delle altre Nazioni europee in un'ottica di reciproco scambio di idee e di ispirazioni.
La contrapposizione fu tale che furono pochi gli artisti che parteciparono sia all'una che all'altra manifestazione. Fra questi, ci fu Martini, il quale fu presente alla seconda edizione del Premio Cremona (1940) con due opere, fra cui Il mietitore, che venne in seguito selezionata per la riproposizione della mostra a Hannover.
La seconda edizione del Premio, dal tema «La battaglia del grano», fu probabilmente l'unica delle tre a presentare un buon livello artistico medio e opere di qualità, e l'unica ad avere un legame con il regime forte, ma non smaccatamente propagandistico e finalizzato al culto della personalità del Duce.
L'anno successivo Martini partecipò alla terza edizione del «contrapposto» Premio Bergamo, ancora con due opere, senza tuttavia aggiudicarsi premi o menzioni particolari.
Nel 1993 si tenne nella stessa città l'esposizione «Gli anni del Premio Bergamo. Arte in Italia intorno agli anni Trenta», in cui venne esposta una selezione fra i dipinti che avevano partecipato al Premio Bergamo e al Premio Cremona, così come altre opere ritenute particolarmente rappresentative dell'arte italiana di quegli anni; i due dipinti di Martini presenti a Bergamo non vennero rintracciati; di conseguenza, venne esposto Il mietitore, presente alle esposizioni di Cremona e Hannover, e che ottenne all'epoca significativi apprezzamenti.

### Il dopoguerra: la Quadriennale e le Biennali di Venezia e Milano
Di questi anni è la partecipazione alla V Quadriennale di Roma (1948), per quell'edizione ribattezzata «Rassegna nazionale delle arti figurative», presso la Galleria nazionale d'arte moderna di Roma, l'unica di Martini alla rassegna romana.
Fu ammesso all'edizione del 1948 della Biennale di Venezia e a quella del 1950.
Nel 1951 fu vincitore del Concorso nazionale di pittura «Paesaggio varesino» con l'opera Piccolo lago lombardo. Nello stesso anno prese parte alla seconda edizione del Premio Burano, senza tuttavia aggiudicarsi premi né riconoscimenti particolari.
Prese successivamente parte alle tre edizioni (1953, 1955 e 1957) della Biennale nazionale di Milano ospitate al Palazzo della Permanente, con alcuni dipinti, tra cui Fiori, in seguito acquistato dalla Galleria d'Arte Moderna di Milano.

### Mostre postume

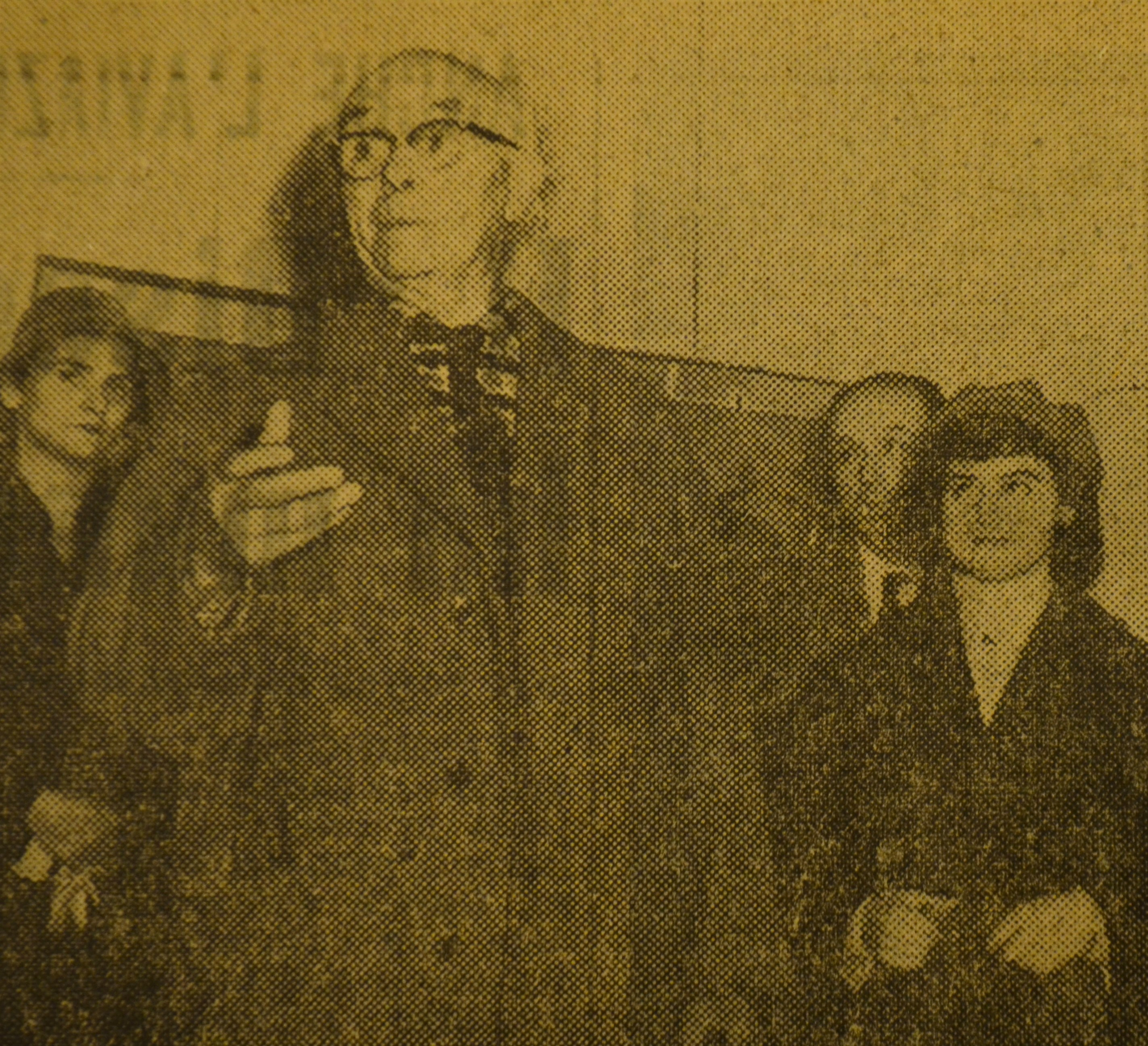
Aldo Carpi, all'epoca direttore dell'Accademia di Brera, inaugura la mostra postuma di Carlo Martini a Milano nel 1959.

Negli anni immediatamente successivi alla sua morte si tennero presso la Permanente alcune esposizioni organizzate dalla Società per commemorare artisti scomparsi nell'ultimo decennio, tra i quali, oltre a Martini, vi erano Arturo Tosi, Angelo Del Bon, Raffaele De Grada e altri. Opere di Martini furono esposte all'edizione del 1960 e a quella del 1963 (Case a Burano, poi acquistato dalla Galleria d'arte moderna di Milano).
In quegli anni, a Martini vennero dedicate alcune retrospettive personali, tra cui una a Milano, presso la Galleria dei Re Magi (1959) e un'altra a Crema (1962). Tutte e due furono inaugurate da Aldo Carpi, nel frattempo diventato direttore dell'Accademia di Brera, il quale firmò anche le presentazioni dei cataloghi.
A Milano nel 1988 si tenne un'esposizione di alcune opere selezionate fra quelle presenti nella collezione artistica della Provincia, fra cui il Ritratto d'uomo acquistato in occasione della IV Mostra Sindacale regionale del 1933.
La retrospettiva più vasta fu quella tenuta a Crema nel 1991, con monografia e catalogo firmati da Alberico Sala.
Ancora nel 1991 venne indetto il Premio nazionale di pittura e scultura «Città di Melegnano». Parteciparono due dipinti di Martini: un Ritratto di ragazza, eseguito nel 1956, vinse il primo premio, mentre La città di Crema, del 1950, venne notato ed acquistato dalla Fondazione Cariplo per la propria collezione.
Nel 1993 si tenne a Bergamo l'esposizione di cui prima.
Nel 2007 a Cremona fu organizzata un'esposizione collettiva dei quattro artisti ritenuti più rappresentativi della pittura cremonese del XX secolo: Francesco Arata, Alfio Argentieri, Mario Beltrami e Carlo Martini.

## Opere appartenenti a Musei e a collezioni di rilievo

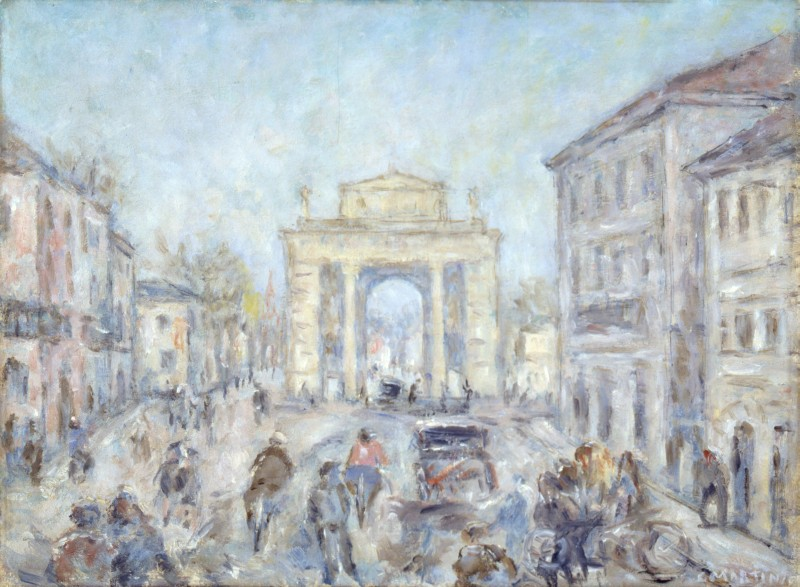
La città di Crema (1950), Collezioni d'arte della Fondazione Cariplo.

A Milano, la Galleria d'arte moderna possiede quattro dipinti di Martini: un Paesaggio, acquistato nel 1936 in occasione della Mostra Sociale della Permanente; Portofino, acquistato nell'edizione successiva (1937) della medesima esposizione, in occasione della quale Martini ottenne anche il Premio Sallustio Fornara; Fiori, acquistato in occasione della XX Biennale nazionale d'arte di Milano (1957); Case a Burano, entrato nel patrimonio della Galleria in occasione della prima mostra dedicata agli artisti scomparsi tenuta presso il Palazzo della Permanente di Milano nel 1963.
Sempre nel capoluogo lombardo, è conservato presso le Raccolte d'arte dell'Ospedale Maggiore un Ritratto di Cesare Massazza, benefattore dell'ente ospedaliero, dai toni pastello e dall'impianto disegnativo schematico e bidimensionale, come altre volte accade in quei dipinti di Martini più ispirati alla lezione chiarista.
Presso la collezione dell'Accademia di Brera vi è l'Autoritratto vincitore nel 1939 del Premio Cassani.
Si trovano inoltre opere di Martini nelle collezioni d'arte della Provincia: il Ritratto d'uomo e Il Serio a Crema acquistati rispettivamente in occasione della IV (1933) e della VI (1935) Mostra Sindacale regionale, e Porto di Genova, acquistato in seguito alla «Mostra dei sette di Brera».
Infine, nelle Collezioni d'arte della Fondazione Cariplo è conservato il dipinto La città di Crema, acquistato in occasione del Premio nazionale di pittura e scultura «Città di Melegnano» del 1991. Si tratta di un'opera probabilmente del 1950 in cui è raffigurato un vivace scorcio di Crema, città natale del pittore, dai toni dominati dai grigi, dai rosa e dall'azzurro, dall'atmosfera vibrante e luminosa e dalla pennellata mossa ed irregolare tipica degli ultimi anni della pittura di Martini.
A Crema sono conservati alcuni suoi dipinti presso il Museo civico di Crema e del Cremasco e nella collezione della Banca Popolare di Crema, fra cui Il mietitore.
A Cremona, dipinti di Martini sono conservati dal Museo civico e nel patrimonio artistico della Provincia.

## Stile pittorico e contributi critici

### Gli anni giovanili: l'ambiente di Brera e la figura di Carpi
Gli anni della formazione a Brera furono segnati da un forte legame con l'Accademia, con le sue istituzioni e le sue personalità, in particolare con Aldo Carpi, di cui Martini fu studente e in anni più recenti anche assistente ed amico. Di questo rapporto e della stima che Carpi nutriva nei confronti dell'allievo sono testimoni i numerosi interventi sulla stampa e nei cataloghi di mostre ed iniziative in cui il maestro non perse occasione di lodare Martini e la sua pittura.
Scrisse egli infatti: «È un uomo umile, dall'occhio chiaro, che ha la fantasia sempre in moto ed una volontà tenace di vincere, vincere con poesia, coma pittore, per acquistare l'intima soddisfazione di essere, poi di vivere. In sostanza però l'irrequietudine di lui è molto interiore e lo spinge a tentar le vie che veramente gli sono possibili e sulle quali interamente può rispondere del fatto suo. […] Questo essere lui stesso, nonostante i pericoli di impopolarità che questo oggi comporta, è però la misura costante che dura nel tempo, mentre tante cose nuove passano, e può essere la sua fortuna e l'affermazione futura».
«Il numero dei riconoscimenti avuti dal pittore Martini giovane non sono pochi e non sono derivati mai da situazioni qualunque, o attraverso pressioni o particolari favori. Egli parlava poco e non si esibiva mai, perciò coloro che lo segnalarono come vero sano artista lo fecero basandosi sul reale valore delle opere sue».
Da parte di Martini tuttavia l'ossequio a Carpi non fu mai completo. Pur essendo la sua pittura giovanile certamente influenzata dallo stile e dalla personalità del maestro, e più in generale dal gusto estetico novecentista in quegli anni dominante, era possibile notare già dall'inizio un'impostazione artistica del tutto personale. A questo proposito, in una recensione sul Corriere della Sera, Leonardo Borgese scrisse: «Carlo Martini finalmente è un allievo di Carpi che non rinnega il maestro. […] Ciò non toglie che il pittore più giovane abbia una personalità ben distinta da quella del più vecchio. Martini ama come Carpi i mezzi toni e allontanare gli oggetti, non è insomma un realista volgare. A differenza di Carpi però Martini non si abbandona mai alla pura fantasia o all'astrazione e sceglie sempre ben dentro la realtà non tanto elementi fantastici o astratti, quanto piuttosto delicati e lirici aspetti. Con un procedimento simile talvolta a quello di Morandi».
Analogamente, sul Giornale di Genova, scrisse Luperini: «Normalmente l'alunno segue il maestro. In questo caso il Martini, pur avendo avuto per maestri uomini così illustri, si è saputo acquistare una personalità artistica sua propria, precisa, ben delineata».
Negli anni giovanili tuttavia l'arte di Martini fu oggetto anche di giudizi negativi e di stroncature, più o meno velate. Si parlò ad esempio di «soggezione sofficiana». Un'altra vicenda fu quella descritta nella citata recensione di Luperini del 1937: «Un suo quadro [...] scatena l'ira di Dio negli ambienti di critica in Italia e all'estero. Gliene dissero di cotte e di crude. Martini copiava l'arte fiamminga, Martini dipingeva in modo troppo rude, Martini di qui, Martini di là. Tutto perché? Perché il quadro piaceva, perché in fin dei conti aveva un valore. Venne infatti acquistato dal Comune di Milano per la sua Galleria d'arte. Esce Carrà con un bell'articolo d'elogio per l'artista. La critica non fiata più: il quadro è un bel quadro e l'autore un vero artista».
Lo stesso Carlo Carrà, sul quotidiano L'Ambrosiano, recensì favorevolmente la partecipazione di Martini alla seconda Mostra Universitaria Lombarda del Gruppo Universitario Fascista nel 1933: «Carlo Martini espone uno Studio di ambiente con accordi grigi che rivelano un buon temperamento pittorico. Ma dove questo meglio si manifesta è nel quadro Convalescente, dove notai finezza di toni e una più spiccata volontà formale. La donna specialmente, modulata in un ritmo largo e riposato, mi piacque. Osservai i verdi freddi che fanno lieta stridenza col nero del vestito e i rosa delle carni».
Negli anni giovanili Martini si dedicò con una certa frequenza e con risultati di rilievo alla tecnica della litografia. Anzi, fu proprio con opere litografiche, dal vago sapore espressionista, costituite da ritratti quasi caricaturali e da soggetti d'ambiente, come interni di case, stalle, scuole ed asili di campagna, che partecipò alle Biennali di Venezia del 1934 e del 1936, all'esposizione di Berlino del 1937, ma anche a diverse Mostre Sindacali degli anni Trenta. L'interesse per la litografia derivava per Martini dalla sua prima formazione scolastica di disegnatore industriale, in cui si era impegnato fino all'ingresso nell'Accademia di Brera, e andò mano a mano diminuendo nel corso degli anni, quando la pittura ad olio e l'acquarello divennero le due principali tecniche pittoriche da lui usate.

### L'influenza del chiarismo
A partire dalla metà degli anni Trenta, dopo il periodo di formazione accademica, la pittura di Martini cominciò ad essere accostata all'esperienza del chiarismo lombardo.
Dando al termine «chiarismo» un'accezione ampia, secondo Leonardo Borgese «Martini fu evidentemente un chiarista, un colorista tenue, a gamma ristretta, e anche a contenuto ristretto. [...] Allievo di Aldo Carpi, che già prima del 1915 fu chiarista con un famoso Dopocena sul lago, Carlo Martini sentì certo i chiaristi veri e propri, quelli del 1939, Del Bon, Spilimbergo, Lilloni, Vernizzi: non bisogna tuttavia dimenticare che la scuola, pure chiaristica, da cui usciva era senz'altro quella del Carnovali».
L'uso delicato del colore, la predilezione per le tinte pastello e per i colori tenui, lo studio incessante delle velature della luce ed uno stile disegnativo a volte volutamente schematico e bidimensionale denotano un evidente interesse di Martini nei confronti della pittura chiarista, e in particolare a quella sua diramazione nota come «Scuola di Burano», cui Martini si avvicinò notevolmente, a livello sia pittorico, con quadri come Case di Burano, sia di frequentazioni personali.
Tuttavia lo stile pittorico di Martini, pur affine alle innovazioni chiariste, era frutto più del suo gusto artistico, piuttosto che di assimilazioni, mode o tendenze del mercato: sempre secondo Borgese, «il suo colore chiaro e tenue, grigio, celeste, rosa, biondo non ha nulla del partito preso e della ricetta. Carlo conobbe Semeghini, il chiarismo, la vaporosa, aerea pittura inglese; non mise mai, però, una pennellata con l'idea preconcetta di far chiaro, di fare il rosa, di mostrarsi delicato. Il suo pennello era leggero perché tenuto così dal sentimento».
Diversamente, Carlo Fayer, pittore e giornalista, che di Martini era amico e si diceva «discepolo», in un'intervista dichiarò: «Non penso che sia stato inﬂuenzato da Semeghini, Del Bon o dai chiaristi. Martini non è un chiarista lombardo, è una personalità già più internazionale».
Quello che sicuramente accomunò Martini ai chiaristi fu la ricerca di un'alternativa e di un superamento della tradizione novecentista, pur seguita nei suoi primi sviluppi stilistici. Secondo Raffaele De Grada, egli fu infatti «accantonato nel gruppo dei chiaristi lombardi, ancora oggi relegati in un'opposizione sbiadita dell'imperante Novecento italiano. [...] La leggerezza del pennello che fu valorizzata dal suo primo critico Leonardo Borgese era di per sé una protesta avverso il plumbeo chiaroscuro novecentesco e l'arte astratta dall'uomo».
In definitiva, quella di Martini al chiarismo non fu una partecipazione vera e propria: la sua predilezione per il tema del paesaggio e la sua «tavolozza di tangenze chiariste» lo avvicinarono di molto al movimento chiarista e ne trassero ispirazione anche nei decenni successivi alla sua nascita, senza però impedirgli ricerche cromatiche personali, a tratti «orientate verso esiti pressoché monocromi in verde o in azzurro».

### Gli anni inglesi
Il soggiorno a Londra e in Scozia degli anni 1938-1940 fu occasione per studiare dal vivo la pittura di artisti quali Turner e Constable. Nei lavori di quegli anni si nota un netto interesse per il paesaggio, raffigurato secondo lo stile personale dell'artista e della tradizione pittorica lombarda, ma anche con una nuova sensibilità impressionistica.
Sempre Fayer ricordava la profonda influenza che la pittura impressionista e post-impressionista, sia francese che inglese, ebbe su Martini: «Certamente, è stato lui a portare in città la pittura europea: Picasso, Constable, Turner. [...] La sua è una pittura ﬁgurativa post-impressionistica, con l'aggiunta delle sue ricerche personali, ma l'impianto è quello. In Provenza ha concretizzato le sue opinioni e ha posto l'attenzione sugli impressionisti francesi. [...] Le sue tele ricordano Cézanne, Monet, Impression, soleil levant».

### La guerra e l'internamento
Nel 1942 Martini venne mandato come geniere in Francia, a Villefranche-sur-Mer. Là riuscì, nonostante le operazioni belliche, a realizzare dipinti nei quali l'attenzione era rivolta soprattutto agli scorci delle città marittime della Costa Azzurra e ai paesaggi delle campagne del Sud del paese. In queste opere si rivela una nuova ispirazione coloristica, più solare e vivace.
Le vicende della prigionia a Monza e dell'internamento in Svizzera impedirono per qualche tempo a Martini di dipingere con regolarità e con mezzi adeguati. La sua produzione si ridusse pertanto a disegni e schizzi eseguiti con mezzi e su materiali d'avventura, lavori comunque interessanti in quanto testimoni delle dure condizioni di vita nel Campo di Herzogenbuchsee. Quando invece Martini ed altri artisti internati ottennero l'uso di materiali più idonei e il permesso di servirsene anche al di fuori dalla recinzione del Campo, riprese un'attività pittorica più strutturata. Quei dipinti, di estrema delicatezza, raffigurano «paesaggi – stati d'animo» fedeli alla tradizione pittorica lombarda.

### La maturazione artistica degli anni Cinquanta
Dopo la parentesi bellica, l'attività pittorica di Martini riprese con regolarità ed intensità. Un nuovo interesse del pittore fu costituito dall'infanzia, tema a cui già aveva dedicato numerosi dipinti negli anni Trenta, ma su cui tornò negli ultimi anni della sua vita con un impegno e una dedizione ben maggiore.
Ancora una volta, ne scrisse Aldo Carpi: «Già prima di metter casa egli aveva compiuto interessanti ed originali quadri tra i bambini degli asili della città nativa: appaiono così le monachine bianche tra mazzi di bimbi rosa ed azzurri, in un giardino nella stagione buona od in una chiara stanza nei tempi freddi. Volevo quasi affermare che il Martini aveva dipinto mazzi di rose rosa e bianche e fiordalisi, perché questo, senza volere, era il concetto pittorico che, per l'emozione poetica ricevuta dai bambini, il nostro pittore doveva tradurre sulla tela».
Ancora di Carpi furono queste parole, scritte dopo la morte di Martini: «Dal suo profondo amore per i bambini e dal godimento che provava osservandone la vita –guidato anche dalla visione continua e bella dei figli suoi e della sua sposa- hanno origine quei simpatici quadri che racchiudono scene di giardini d'infanzia. Per queste scene (quanti disegni e quanti sudi ebbe a fare) il Martini spesso diventava ospite degli asili infantili e delle scuole materne e là coglieva tutti gli elementi, compositivi ed espressivi ed affettivi, che dovevano servire a creare e a sviluppare le sue opere. Sono lavori singolari, questi suoi, perché in essi quasi sempre i piccini nelle loro mosse naturalmente gentili, appaiono come singoli bei fiori, come un mazzo dai vivi colori. Questo è un tema particolarmente felice dello spirito di Martini artista, tema che, s'egli fosse vissuto, avrebbe ulteriormente svolto, in opere anche di più largo impegno, non di maggiore amore».
Il tema del paesaggio, l'unica vera costante della storia pittorica di Martini, si arricchì di soggetti quali il lago di Garda, il sud Italia (Positano e Amalfi in particolare), l'Abruzzo e le marine della Liguria.
Sul piano formale, lo stile pittorico conobbe un nuovo sviluppo, grazie ad una riscoperta dello stile liquido dell'acquarello e ad un'ulteriore e rinnovata attenzione agli aspetti cromatici ed atmosferici a dispetto di quelli disegnativi, nonché ad una frammentazione del colore e della pennellata, ora più vibrante, mossa ed irregolare.
Il risultato fu una pittura fatta di «antimateria», memore ancora una volta della lezione chiarista, in cui «la mano di Martini si muove con piccoli tocchi fugaci di colore che lasciano affiorare la trama della tela, il pigmento è spolpato della sua carne e perde ogni residuo di materialità» e i paesaggi sembrano «filati in una stoffa grezza e tenera», con un effetto simile a quello ricreato in certe opere di Arturo Tosi.
Sul piano tematico, la ricerca di scorci inusitati e meno canonici, testimoni di fugaci visioni più che di paesaggi veri e propri, e volti a ricreare sulla tela non il paesaggio, bensì il «ricordo» e la «memoria» che il pittore conservava di esso, costituirono l'ultima fase della pittura di Martini, e forse il preludio ad una nuova ricerca pittorica, interrotta dalla morte.

## Riferimenti in altre opere
Il pittore Leo Spaventa Filippi tracciò nel suo libro di memorie autobiografico Racconti coloriti da un pittore un lungo resoconto di una avventurosa vacanza trascorsa con Martini nella Liguria degli anni Venti. Il racconto, che mette in luce i lati meno noti della personalità dell'amico, è anche illustrato da alcuni disegni dello stesso autore.

### Saggi e cataloghi
- S.a., Prima Mostra del Sindacato Nazionale fascista di belle arti, Firenze, 1933.
- S.a., IV Mostra del Sindacato Regionale fascista di belle arti di Lombardia, Milano, 1933.
- Aldo Carpi, Sette giovani alla Galleria Pesaro, Galleria Pesaro, 1937.
- (EN) Campbell Dodgson, Fine prints of the year 1936, Londra - New York, Halton & Company - Minton, Balch & Company, 1936.
- (DE) 1940 S.a., Ausstellung Italienischer Bilder aus dem II Wettbewerb in Cremona, Hannover, Künstlerhaus.
- S.a., III Premio Bergamo. Mostra nazionale di pittura, Bergamo, 1940.
- (DE) S.a., Ausstellung der Italienischer Militär-Internierten des Unterabschnitts Herzogenbuchsee, Herzogenbuchsee, 1944.
- Aldo Carpi, Carlo Martini, Galleria Gian Ferrari, 1948.
- S.a., XXIV Biennale di Venezia, Edizioni Serenissima, 1948.
- S.a., XXV Biennale di Venezia. Catalogo, Alfieri, 1950.
- Ugo Galetti e Ettore Camesasca, Enciclopedia della pittura italiana, II, Garzanti, 1951.
- Premio nazionale di pittura "Paesaggio varesino", Varese, 1951.
- Mostra del "Premio Burano" 1951, Venezia, 1951.
- Giacomo Bascapè e Emilia Spinelli, Le raccolte d'arte dell'Ospedale Maggiore di Milano dal XV al XX secolo, Silvana editoriale, 1956.
- Andrea Bombelli, I pittori cremaschi, Ceschina, 1957.
- Aldo Carpi, Carlo Martini, Galleria dei Re Magi, 1959.
- Aldo Carpi, Carlo Martini, Crema, 1962.
- Agostino Mario Comanducci, Dizionario illustrato dei pittori, disegnatori e incisori italiani moderni e contemporanei, III, Patuzzi, 1972.
- Luciano Caramel e Carlo Pirovano, Galleria d'arte moderna. Opere del Novecento, Mondadori Electa, 1974.
- Aa. VV., Ospedale Maggiore/Cà Granda. Ritratti moderni, Electa, 1987.
- Raffaele De Grada (a cura di), Il Novecento a Palazzo Isimbardi, Fabbri Editori, 1988.
- Alberico Sala, Carlo Martini (1908-1958), Leonardo - De Luca, 1991, ISBN 88-7813-328-0.
- Aa. Vv., Gli anni del Premio Bergamo. Arte in Italia intorno agli anni Trenta, Mondadori Electa, 1993, ISBN 88-435-4606-6.
- Marco Lorandi, Orietta Pinessi, Fernando Rea e Chiara Tellini Perina (a cura di), Il Premio Bergamo 1939-1942. Documenti, lettere, biografie, Mondadori Electa, 1993, ISBN 88-435-4616-3.
- Emilio Raffaele Papa, Bottai e l'arte: un fascismo diverso?, Mondadori Electa, 1994, ISBN 88-435-4953-7.
- Federico Zeri, Pinacoteca di Brera. Dipinti dell'Ottocento e del Novecento, M-Z, Electa, 1994.
- Leo Spaventa Filippi, Racconti coloriti da un pittore, Ponte Rosso, 1996.
- Giorgio Di Genova, Storia dell'arte italiana del '900, Generazione primo decennio, Bora, 1996.
- Giovanna D'Amia, L'isola degli artisti: un laboratorio del moderno sul Lago di Como, Mimesis, 2005, ISBN 88-848-3351-5.
- Roberto Bettinelli, La nostalgia illustre. Arte cremasca tra '800 e '900, Crema, 2006.
- Pietro Bonometti, Adelaide Donzelli, Giovanni Fasani e Donatella Migliore, Arata, Argentieri, Beltrami e Martini: pittori lombardi del primo Novecento, Cremona, 2007.
- Elisa Muletti, Carlo Martini (1908-1958). La memoria del paesaggio cremasco (PDF), in Insula Fulcheria, XXXVII B, Crema, 2008. URL consultato il 15 maggio 2014 (archiviato dall'url originale il 10 gennaio 2014).

### Articoli di stampa
- S.a., La pittura ed il bianco e nero, in Il Popolo d'Italia, 5 maggio 1933.
- Carlo Carrà, La mostra del G.U.F., in L'Ambrosiano, 22 febbraio 1933.
- F. G. Luperini, Carlo Martini, in Il Giornale di Genova, 10 marzo 1937.
- Leonardo Borgese, Le mostre d'arte a Milano. Sette giovani pittori, in Corriere della Sera, 25 dicembre 1937.
- S.a., Le mostre d'arte a Milano. Sette giovani, in Il Popolo d'Italia, 28 dicembre 1937.
- Carlo Carrà, Mostre d'arte. Sette giovani alla Pesaro, in L'Ambrosiano, 31 dicembre 1937.
- S.a., Vita dei Campi. Una mostra di artisti italiani, in In Attesa, 10 giugno 1944.
- Leonardo Borgese, Mostre d'arte, in Corriere della Sera, 28 febbraio 1948.
- Leonardo Borgese, Mostre d'arte, in Corriere della Sera, 7 gennaio 1959.
- Leonardo Borgese, Strano, dei capolavori ad una mostra d'arte moderna, in Corriere della Sera, 3 maggio 1960.
- Leonardo Borgese, Mostre d'arte, in Corriere della Sera, 20 maggio 1962.
- Raffaele De Grada, Martini stavolta si chiama Carlo, in Corriere della Sera, 29 settembre 1991.
- Rachele Ferrario, Dal Simbolismo all'avventura di "Novecento", in Corriere della Sera, 7 novembre 2012.

### Sitografia
- Martini Carlo, su asac.labiennale.org. URL consultato il 26 giugno 2014 (archiviato dall'url originale il 19 luglio 2014).
- Sara Fontana, Carlo Martini - La città di Crema, su edixxon.com. URL consultato il 15 maggio 2014.
- Martini Carlo, La città di Crema, su artgate-cariplo.it. URL consultato il 15 maggio 2014.
- Martini Carlo, su lombardiabeniculturali.it. URL consultato il 15 maggio 2014.
- Carlo Martini, su quadriennalediroma.org. URL consultato il 15 maggio 2014.